# أنديرس إكستروم
أنديرس إكستروم (بالسويدية: Anders Ekström)‏ هو متسابق يخت سويدي، ولد في 16 يناير 1981 في غوتنبرغ في السويد.

## وصلات خارجية
- أنديرس إكستروم على موقع أوليمبيديا (الإنجليزية)
- أنديرس إكستروم على موقع اللجنة الأولمبية السويدية (السويدية)